# Iugoslávia nos Jogos Olímpicos de Verão de 1976
Atletas da República Federal Socialista da Iugoslávia competiram nos Jogos Olímpicos de Verão de 1976 em Montreal, Canadá.
Em 26 de julho, um nacionalista croata correu para a quadra no jogo de hanbebol masculino entre Iugoslávia e Alemanha Ocidental e queimou a bandeira iugoslava.

## Medalhistas
| Medalha           | Nome | Esporte     | Evento                            |
| ----------------- | --- | ----------- | --------------------------------- |
| Medalha de ouro   | Matija Ljubek | Canoagem    | C1 1.000m masculino               |
| Medalha de ouro   | Momir Petković | Lutas       | Greco-romana masculino peso médio |
| Medalha de prata  | Tadija Kačar | Boxe        | Peso Meio-médio ligeiro           |
| Medalha de prata  | Ivan Frgić | Lutas       | Greco-romana masculino peso galo  |
| Medalha de prata  | Krešimir Ćosić Dražen Dalipagić Mirza Delibašić Blagoje Georgijevski Vinko Jelovac Željko Jerkov Dragan Kićanović Andro Knego Zoran Slavnić Damir Šolman Žarko Varajić Rajko Žižić | Basquetebol | Competição masculina              |
| Medalha de bronze | Matija Ljubek | Canoagem    | C1 500m masculino                 |
| Medalha de bronze | Ace Rusevski | Boxe        | Peso Leve masculino               |
| Medalha de bronze | Slavko Obadov | Judô        | Peso Médio masculino              |

## Resultados por Evento

### Atletismo
400m masculino
- Josip Alebić
  - Eliminatórias — 46.94 (→ não avançou)

800m masculino
- Lučano Sušanj
  - Eliminatórias — 1:47.82
  - Semifinal — 1:47.03
  - Final — 1:45.75 (→ 6° lugar)

- Milovan Savić
  - Eliminatórias — 1:47.73 (→ não avançou)

10.000m masculino
- Dušan Janićijević
  - Eliminatórias — 28:48.87 (→ não avançou)

Salto em altura masculino
- Danial Temim
  - Classificatória — 2.10m (→ não avançou)

Salto em distância masculino
- Nenad Stekić
  - Classificatória — 7.82m
  - Final — 7.89m (→ 6° lugar)

Marcha atlética 20km masculino
- Vinko Galušić — 1:34:46 (→ 24° lugar)

### Basquetebol

#### Competição masculina
- Fase Preliminar
  - Iugoslávia – Porto Rico 84:63 (38:29)
  - Iugoslávia – Tchecoslováquia 99:81 (51:43)
  - Iugoslávia – Estados Unidos 93:112 (55:51)
  - Iugoslávia – Itália 88:87 (41:57)
  - Iugoslávia – Egito 20:0 b.b.
- Semifinais
  - Iugoslávia – União Soviética 89:84 (42:42)
- Final
  - Iugoslávia – Estados Unidos 74:95 (38:50) →  Medalha de Prata
- Elenco
  - Blagoja Georgijevski
  - Dragan Kićanović
  - Vinko Jelovac
  - Rajko Žižić
  - Željko Jerkov
  - Andro Knego
  - Zoran Slavnić
  - Krešimir Ćosić
  - Damir Šolman
  - Žarko Varajić
  - Dražen Dalipagić
  - Mirza Delibašić

### Ciclismo
1 km contra o relógio masculino
- Vlado Fumić — 1:13.037 (→ 24° lugar)

1.000m Velocidade individual masculino
- Vlado Fumić — 21° lugar

4.000m Perseguição individual masculina
- Bojan Ropret — 22° lugar

### Polo aquático

#### Competição masculina
- Elenco
  - Boško Lozica
  - Damir Polić
  - Dejan Dabović
  - Ðuro Savinović
  - Dušan Antunović
  - Miloš Marković
  - Ozren Bonačić
  - Predrag Manojlović
  - Siniša Belamarić
  - Uroš Marović
  - Zoran Kačić

### Tiro com arco
Na primeira vez  em que o país competiu na competição olímpica do Tiro com arco, a Iugoslávia enviou um atleta. Ele terminou na nona posição, perdendo a chance de ficar entre os oito por apenas um ponto.
Competição Individual masculina:
- Bojan Postruznik – 2421 pontos (→ 9° lugar)